# Antoine Favray
Antoine Favray, né le 8 septembre 1706 à Bagnolet et mort le 9 février 1798 à Malte, est un peintre français de l'ordre de Saint-Jean de Jérusalem et commandeur de l'Ordre.

## Les premières années
Ses parents sont Claude Favray et Marie Millet son épouse, il a pour parrain Antoine de Fontaine, concierge du duc de Quintin. Celui-ci l'aidera peut-être dans sa carrière. On ne connait rien de sa jeunesse.

## Séjour à Rome
Antoine Favray accompagne à Rome en 1738, comme élève privé, Jean-François de Troy, qui vient d'être nommé directeur de l'académie de France. En 1739, il devient pensionnaire officiel de l'académie comme successeur de Jean-Charles Frontier. Il y exécute divers travaux de reproduction comme L'Incendie du Bourg de Raphaël, une fresque d'environ 10,60 m de largeur, qui est exposée dans la galerie d'Apollon du Louvre à Paris en 1741. Il réalise aussi des copies de maîtres tels que le Guerchin et Titien.

## Favray frère de l'Ordre de Saint-Jean de Jérusalem

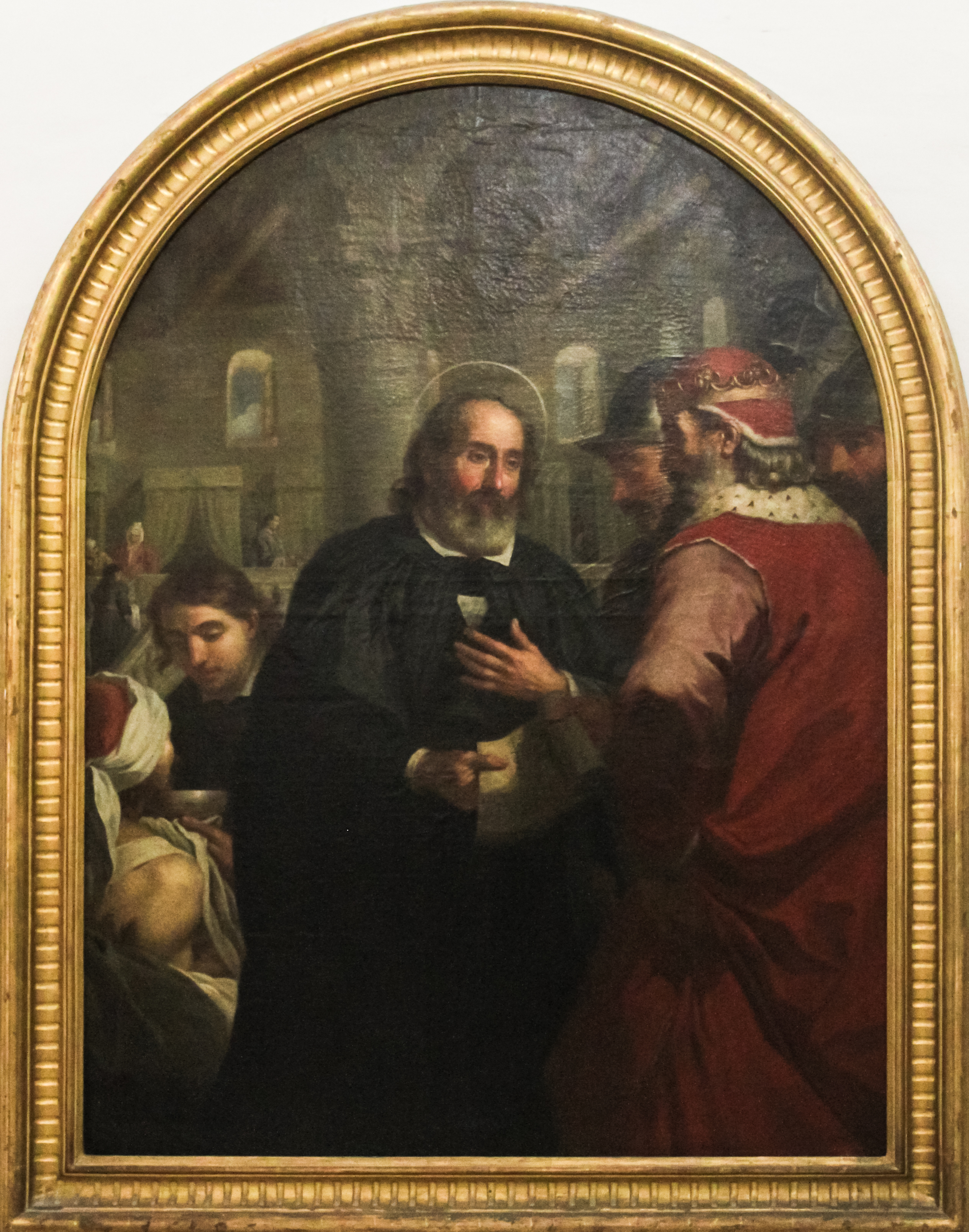
Antoine de Favray - Le Bienheureux Gérard recevant Godfrey de Bouillon

Son séjour terminé, il se rend à Malte en 1744. Il est reçu frère servant dans l’ordre de Saint-Jean de Jérusalem le 23 janvier 1751. Il s'engage à payer son droit de passage en peignant trois lunettes de l'église conventuelle de la Valette. Comme il n'a pas prononcé ses vœux, il ne peut prétendre à une commanderie, mais il obtient une pension à prendre sur la commanderie de Saint-Étienne de Renneville. Une probable affaire de mœurs l'oblige à quitter Malte pour Constantinople, car il écrit dans une lettre à des Pennes qu'il espérait retourner en Couvent « lorsque devenu un meilleur moine » (11 février 1765). Plus tard, quand il s'installe définitivement à Malte, il obtient une seconde pension de Ximenes en 1775 de 150 livres sur la commanderie de Lagny-le-sec, Rohan lui en octroie une troisième de 400 livres sur la commanderie d'Ivry-le-temple en 1777, une quatrième en 1781 sur la commanderie de Sommereux de 185 livres, et encore une cinquième sur la commanderie de la Magdeleine de Dijon de 200 livres en 1782. En 1783, il a 77 ans, et à cet âge, il peut alors faire sans scrupules son vœu de virginité, comme l'écrit le chevalier de Saint-Priest à Seystres-Caumont. Il prononce ses vœux le 8 août 1783 et obtient alors la commanderie de Valcanville qui était la première commanderie vacante réservée aux chapelains conventuels et dont le revenu s'élève à 7 118 livres. Trop âgé, il lui est permis d'affermer celle-ci en 1790.
Pour compenser la perte de sa commanderie  pendant la Révolution, il est nommé à la charge d'argentier de l'Infirmerie sacrée en 1793, et confirmé dans cette charge en 1795 et 1797. Il meurt à l'âge de 92 ans, le 9 février 1798, quatre mois avant l'expulsion de l'Ordre de l'île de Malte.

## Favray portraitiste, peintre religieux et peintre de Cour
Pendant son premier séjour à Malte, il peint plusieurs tableaux représentant des dames maltaises et a aussi des commandes pour les églises et établissements religieux de l'île. Le grand maître Manoel Pinto da Fonseca (1741-1773) lui fait réaliser son portrait où Favray réussit à rendre la volonté qu'avait le grand maître d'apparaître en monarque plus qu'en chef d'un ordre religieux. Favray obtient ce résultat, grâce à la position du grand maître qui désigne de la main une couronne fermée, signe de royauté, et en utilisant en abondance la couleur pourpre.
Par la suite, il fera aussi les portraits officiels de ses deux successeurs, Francisco Ximenes de Texada (1773-1775) et Emmanuel de Rohan-Polduc (1775-1797). Le premier portrait met l'accent sur le côté religieux de Ximenes, celui de Rohan est très peu « officiel » : il est en mouvement pour monter sur son trône, les pages derrière lui ne lui prêtent nulle attention et discutent entre eux. Par la fenêtre, on voit le peuple de Malte, et un oranger qui rappelle que les oranges de Malte sont appréciées par toutes les cours d'Europe.

## L'orientaliste
Favray accompagne l'équipage de la Couronne ottomane, bateau qui retourne à Constantinople. Ce navire, capturé par des esclaves chrétiens réfugiés à Malte, est racheté par le roi de France pour l'offrir au sultan en gage d'amitié. Il arrive à Constantinople le 19 janvier 1762, est  bien reçu par Vergennes, ambassadeur de France, fait son portrait ainsi que celui de son épouse, peint de nombreuses scènes d'intérieur, ainsi que des paysages. Il semble s'être parfaitement intégré à la communauté française. Il restera huit ans avant de revenir à Malte où il arrive le 29 septembre 1771.

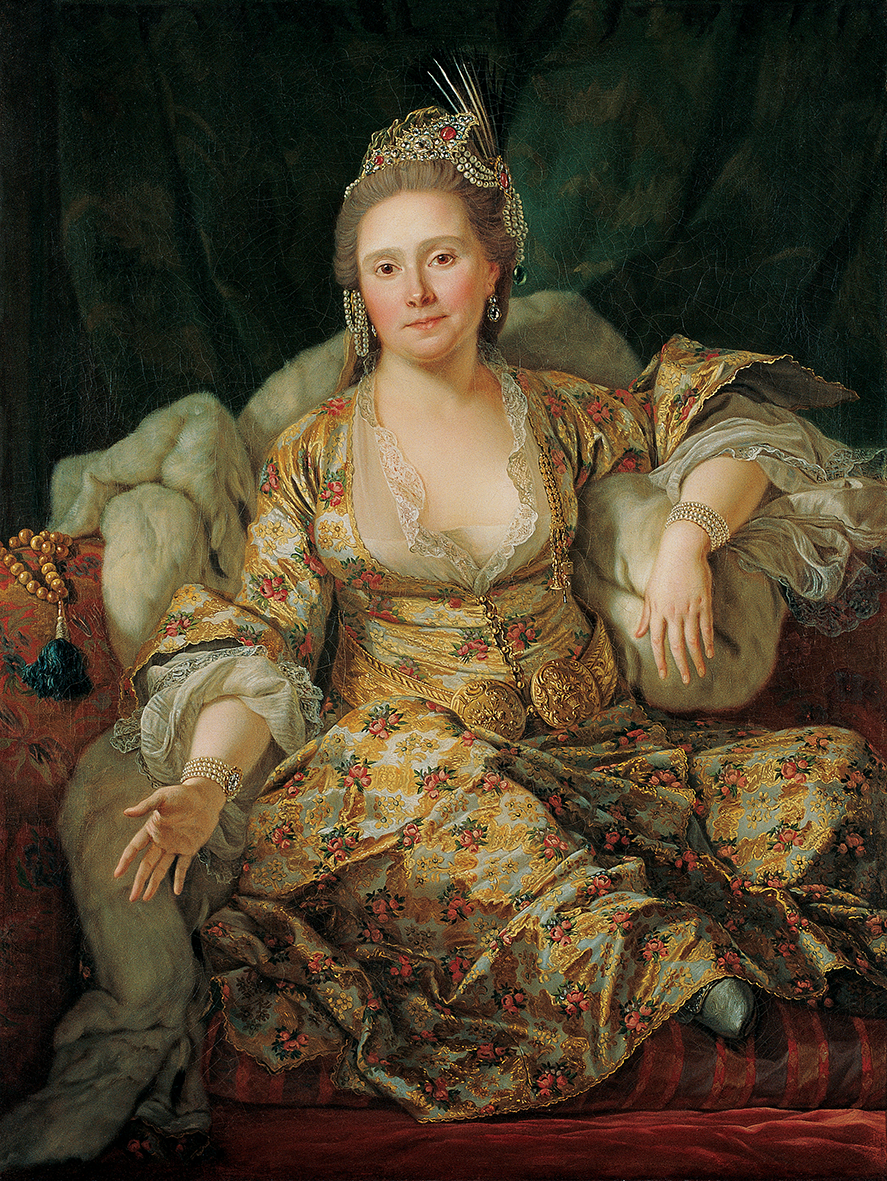
Annette, comtesse de Vergennes, en costume oriental, musée Pera, Istanbul.
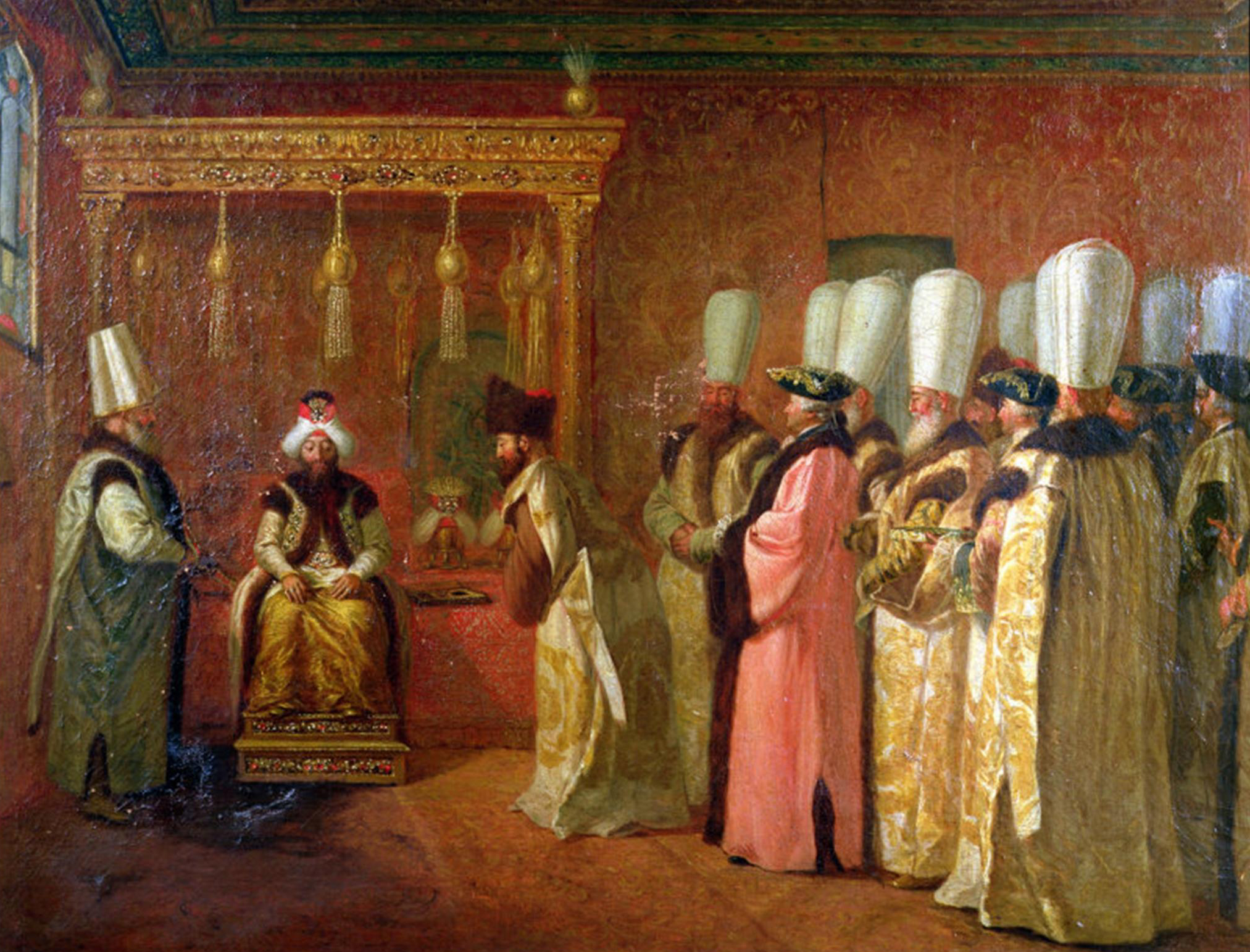
Audience de Charles de Vergennes auprès du Sultan Osman III en 1755.
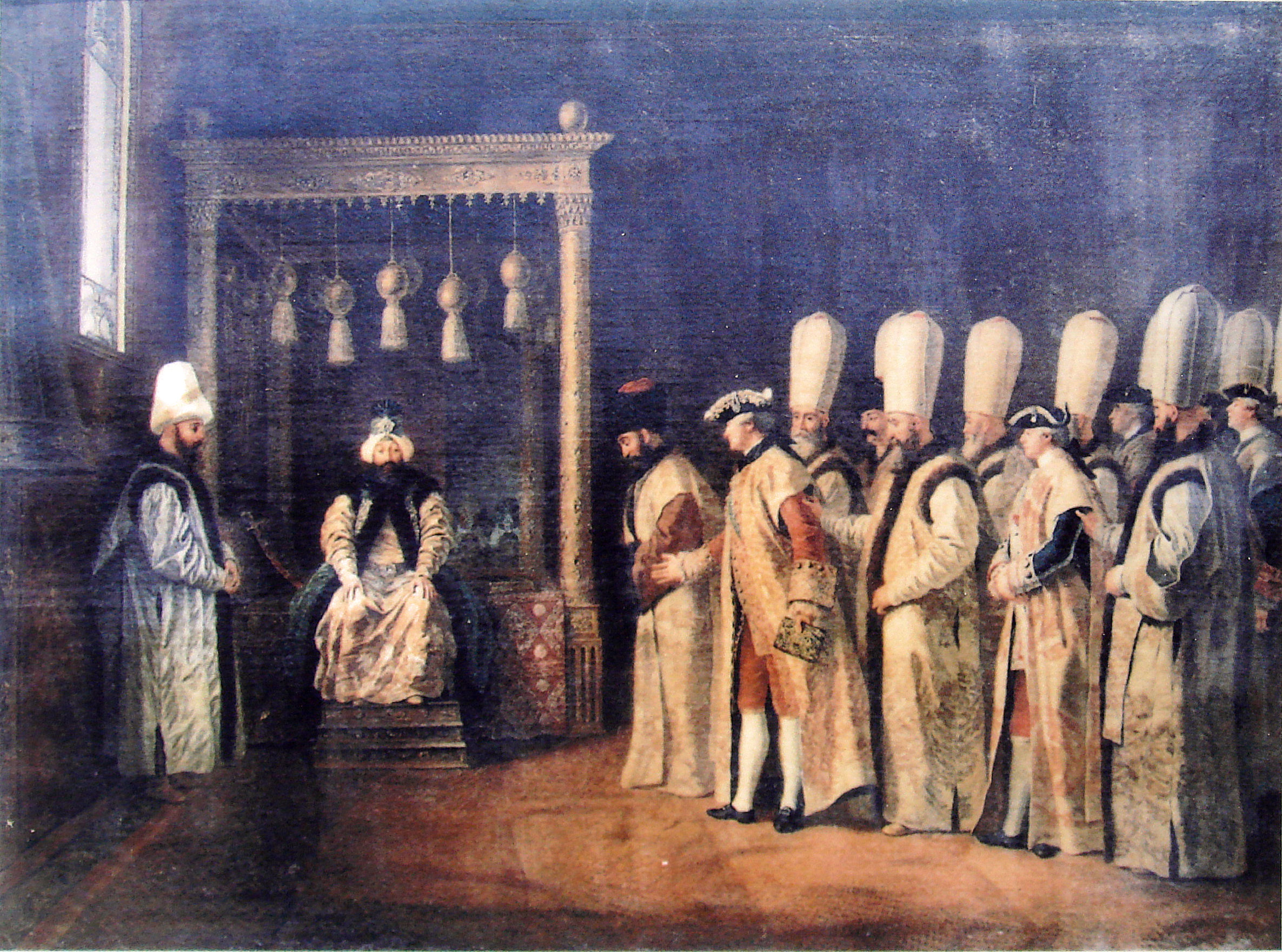
Cérémonie de réception du comte de Saint-Priest à la Sublime Porte, 1767.
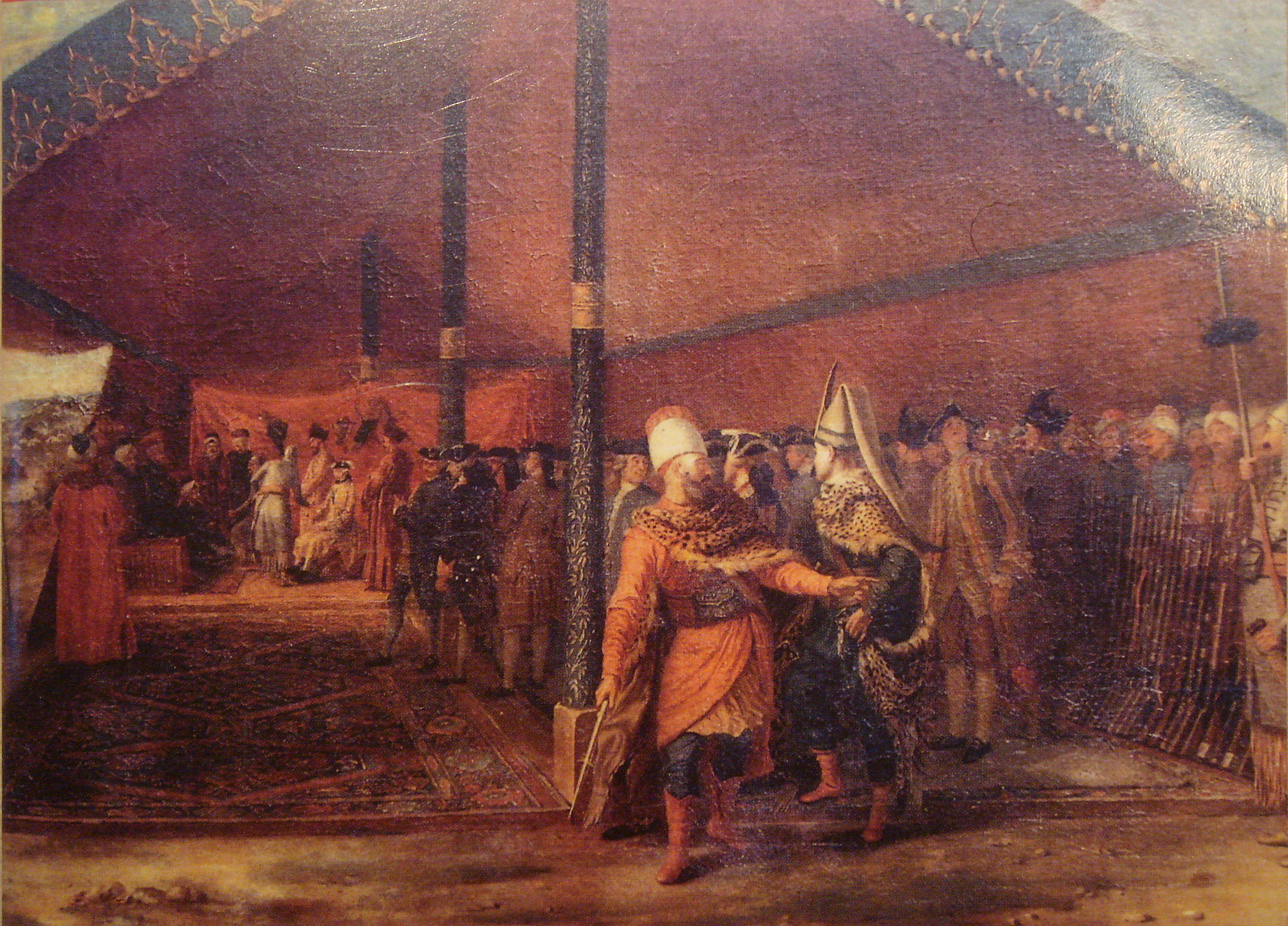
M. de Saint-Priest et le grand vizir au camp de  Daud Pasha en 1769.
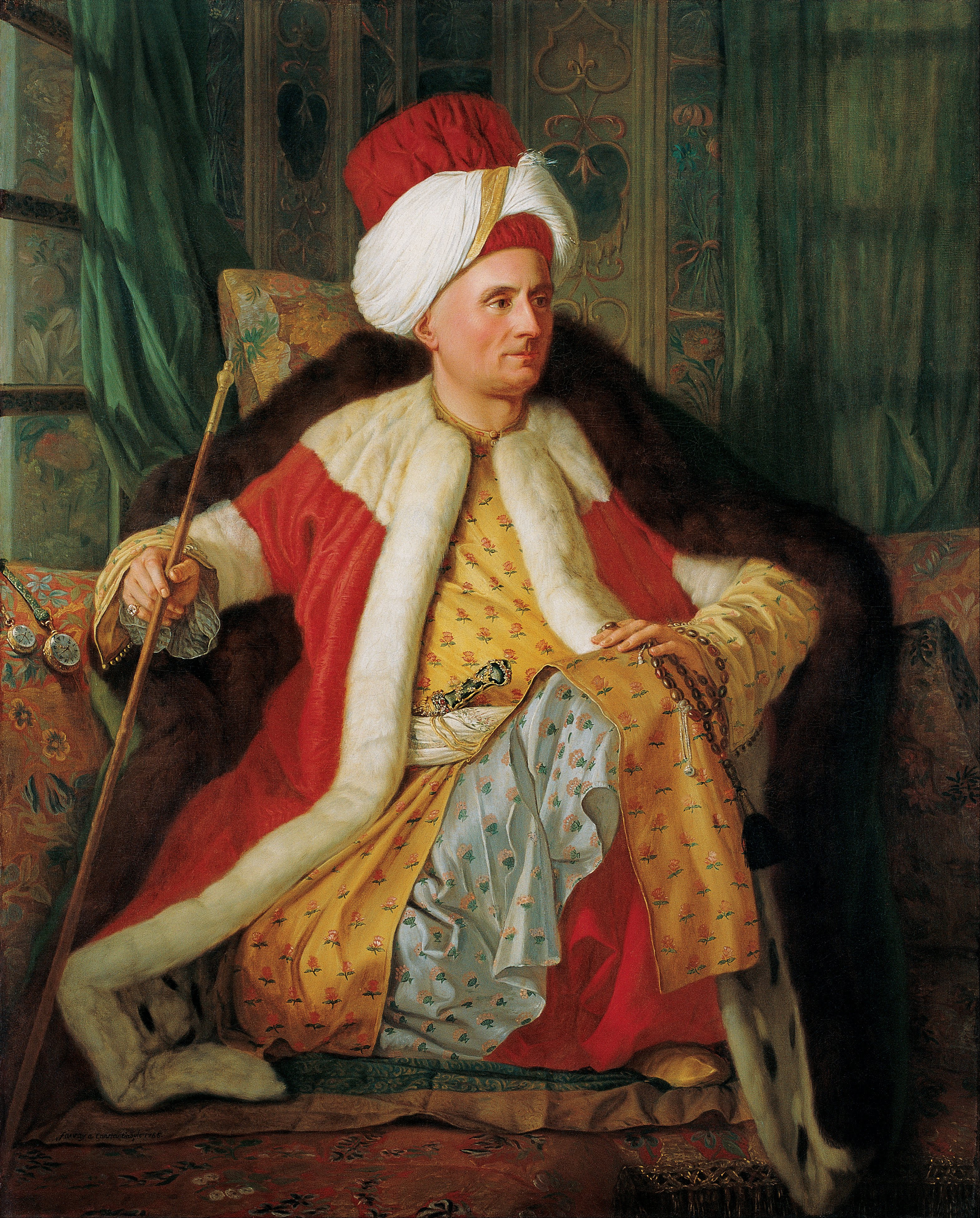
L'ambassadeur de France Charles Gravier de Vergennes en robe ottomane, peint par Antoine Favray, 1766, musée Pera, Istanbul.

## Œuvres

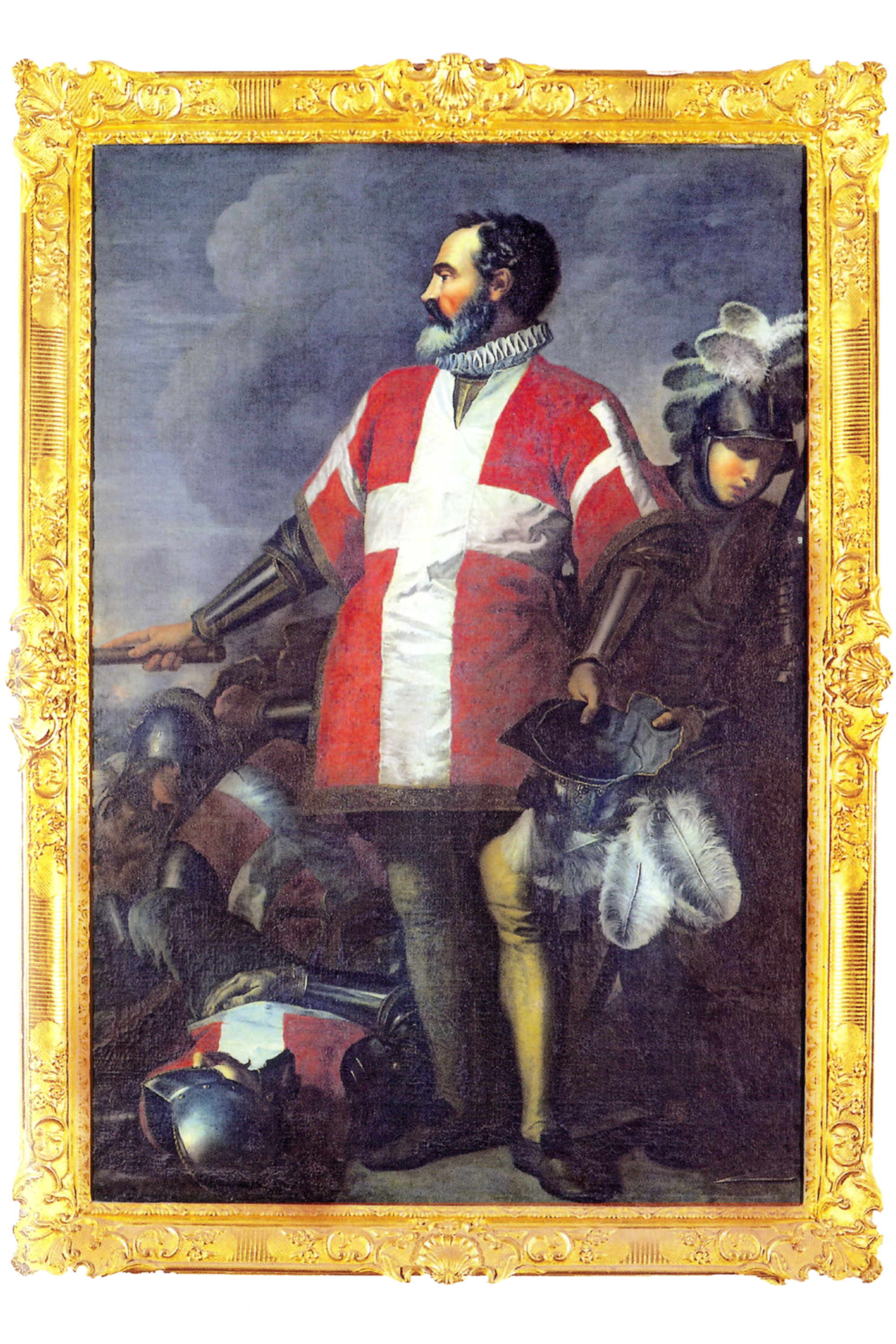
Jean de Valette.

- La soumission de l'antipape Victor IV au pape Innocent II, grâce à l'intervention de Saint-Bernard. (Pasadena (Californie) Norton Simon Museum).
- Vierge des Douleurs. (La Valette, musée de la co-cathédrale Saint-Jean).
- Portrait d'une jeune dame maltaise 1745. (Paris, musée du Louvre).
- Portrait de la dame en bleu. (en deux exemplaires, l'un au Fine Arts Museum à la Valette, Malte, et l'autre au Louvre).
- Dames maltaises en visite 1751. (Fine Arts Museum à la Valette, Malte).
- La visite. (Fine Arts Museum à la Valette, Malte).
- Jeunes femmes maltaises en costume. (Art-Gallery of Saint-James, Londres).
- L'intérieur de l'église conventuelle Saint-Jean le jour de la fête de la Victoire. (Saint-Pétersbourg, musée de l'Ermitage).
- Souper à Malte, (Attribué à Favray[4]), huile sur toile, 37,5 × 44,5 cm, musée d'Évreux. (Cette œuvre met en scène des Chevaliers de l'Ordre de Malte et des dames de la société maltaise réunis lors d'un dîner).
- Portrait en apparat du Grand-maître Pinto 1747. (La Valette, musée de la co-cathédrale Saint-Jean et aussi Fine Arts Museum à la Valette, Malte et église Saint-Nicolas de Barri à la Valette)
- Portrait de Benoit XIV Lambertini. (La Valette, musée de la co-cathédrale Saint-Jean).
- Portrait de Monseigneur Paul Alphéran de Bussan, évêque de Malte. (Palais archiépiscopal de Mdina).
- Portrait de Bartolomeo Rull. (Palais archiépiscopal de Mdina).
- Portrait de Giovanni Domenico Mainardi, prieur conventuel. (Collection privée).
- Portrait du bailly de Schauwenburg. (Fine Arts Museum à la Valette, Malte).
- Portrait d'un bailly. (Fine Arts Museum à la Valette, Malte).
- Philippe Villiers de l'Isle-Adam prenant possession de Mdina. (La Valette, Palais des grands maîtres, Malte).
- Jean de la Valette. (La Valette, Palais des grands maîtres, Malte).
- Le Bienheureux Gérard accueillant Godefroy de Bouillon. (Fine Arts Museum à la Valette, Malte).
- Les saints Côme et Damien 1748. (The Welcome Institut for Medical Science, Londres)
- Cêne. (Église de Saint-Paul Naufragé de la Valette, chapelle du Saint-Sacrement).
- Abraham et Melchisédech. (Église de Saint-Paul Naufragé de la Valette, chapelle du Saint-Sacrement).
- Élie et l'Ange du seigneur. (Église de Saint-Paul Naufragé de la Valette, chapelle du Saint-Sacrement).
- Le symbole du Sacré-cœur. (chapelle du Saint-Sacrement, église de Saint-Paul Naufragé de la Valette, Malte).
- Notre-Dame de Mansrea et saint-Ignace. (La Valette, Curie épiscopale).
- La mort se Saint-Joseph. (La Valette, Curie épiscopale).
- Un ange gardien conduisant une âme au paradis. (La Valette, Curie épiscopale).
- La mort de Saint-François-Xavier. (La Valette, Curie épiscopale).
- Saint-Jean-Baptiste et Saint-Paul. (La Valette, Curie épiscopale).
- Saint-Ignace de Loyola blessé au siège de Pampelune. (La Valette, Curie épiscopale).
- Saint-Ignace échangeant ses vêtements avec ceux d'un mendiant. (La Valette, Curie épiscopale).
- L'annonciation. (Musée de la cathédrale de Mdina, Malte)
- Saint-Pierre. (Musée de la cathédrale de Mdina, Malte)
- Saint-Paul. (Musée de la cathédrale de Mdina, Malte)
- Saint Charles Borromée. (Musée de la cathédrale de Mdina, Malte)
- Saint François de salles. (Musée de la cathédrale de Mdina, Malte)
- Saint Cataldus. (Musée du Collège Wignacourt, Rabat,Malte)
- L'apothéose de sainte Barbe. (dans une église de la Valette, Malte)
- La Découverte de la tête du Baptiste. (lunette de l'église conventuelle de la Valette, Malte)
- La Présentation des reliques du Baptiste au Grand-maître Pierre d'Aubusson. (lunette de l'église conventuelle de la Valette, Malte)
- La Crémation du corps du Baptiste par Julien l'Apostat. (lunette de l'église conventuelle de la Valette, Malte)
- Le docteur Bernard, sa femme et son fils. (Collection privée)
- Les sœurs Mirabita. (Collection privée)
- Donna Camilla Cagnani. (sacristie de l'église de Saint-Paul Naufragé de la Valette, Malte).
- Donna Caterina Valenti. (sacristie de l'église de Saint-Paul Naufragé de la Valette, Malte).
- Veneranda Abela et son petit-fils. (Collection privée)
- Ecce Agnus Dei. (Collection privée)
- Saint François d'Assise recevant les stigmates. (Fine Arts Museum à la Valette, Malte).
- La frégate du Roi l'Oiseau à l'ancre dans le port de Constantinople. (disparu lors de l'Occupation allemande).
- Le comte de Vergennes en Ottoman. (Collection privée)
- La comtesse de Vergennes en Orientales. (Collection privée)
- Portrait de Camille Raulin, épouse du secrétaire d'ambassade de France à Constantinople. (Collection Fossati).
- Autoportrait.(Casa Rocca Piccola, la Valette, Malte).
- Dames grecques au bazar. (Collection privée).
- Dames grecques dans un jardin. (Collection privée).
- Dames levantines en coiffure d'intérieur. (Musée des Augustins, Toulouse).
- Dames levantines en coiffure de ville. (Musée des Augustins, Toulouse).
- Les eaux douces d'Europe.
- Le fond de la Corne d'Or. (disparu lors de l'Occupation allemande).
- Les châteaux de Roumélie et d'Anatolie. (disparu lors de l'Occupation allemande).
- La rue de l'Hippodrome. Présenté au salon de 1779. (localisation inconnue).
- Audience du Grand-vizir à Monsieur de Saint-Priest. (Collection privée).
- Audience de Monsieur de Saint-Priest par le Sultan. (Collection privée).
- Vue de Constantinople depuis les hauteurs de Péra. Existe en plusieurs variantes.
- Les voyages pittoresques de Constantinople et des rives du Bosphore.
- Le grand-maître Francisco Ximenes y Texada. (La Valette, Palais des grands maîtres, Malte).
- Le grand-maître Emmanuel-Marie des Neiges de Rohan-Polduc et le peuple maltais. (Fine Arts Museum à la Valette, Malte).
- Le grand-maître de Rohan et le porte-étendard. (Collection privée).
- Portrait du pape Pie VI. (La Valette, Palais des grands maîtres, Malte).
- Portrait du bailli de Marbeuf 1773. (Collection privée).
- Portrait d'un homme inconnu (Collection privée).
- Trois générations de femme. (Collection privée).
- L'auditeur Muscat (Collection privée).
- Chevalier jouant de l'épinette. (Fine Arts Museum à la Valette, Malte).
- Ignazio Costù.(Palazzo Parisio (ministère des affaires étrangères) La Valette, Malte).
- La leçon. (Fine Arts Museum à la Valette, Malte).
- Giovani Battista Gragnet. (Fine Arts Museum à la Valette, Malte).
- Marie  Amélie Grognet, née Marchesi. (Fine Arts Museum à la Valette, Malte).
- Jean-Jacques Isouard-Xuereb. (Collection privée).
- Saints de l'Ordre. (Musée de la cathédrale de Mdina, Malte.)
- l'Immaculée Concaption avec saint Jean-Baptiste. (sacristie de l'église paroissiale de Zebbug, Malte)
- La vierge à l'Enfant. (église de Tas-Samra, Hamrun, Malte)
- Notre Dame de la Rançon. (Musée de la cathédrale de Mdina, Malte.)
- Paysages oriental avec personnages. 1777 (Collection privée).
- Funérailles en Orient. 1777 (Collection privée).
- Autoportrait en philosophe oriental. 1778 (Florence, Galerie des Offices)
- Dames turques. (Musée de la cathédrale de Mdina, Malte.)
- Dames grecques. (Musée de la cathédrale de Mdina, Malte.)